# إستر راب
إستر راب (بالعبرية: אסתר ראב‏) هي كاتِبة وشاعرة إسرائيلية، ولدت في 25 أبريل 1894 في بتاح تكفا في إسرائيل، وتوفيت في 4 سبتمبر 1981 في إسرائيل.